# Jernej Reberšak
Jernej Reberšak, slovenski alpski smučar, * 16. december 1977, Radovljica. 
Reberšak je bil član kluba SK Radovljica. Na svetovnih prvenstvih je nastopil edinkrat leta 2001 v St Antonu, kjer je dosegel 22. mesti v veleslalomu in superveleslalomu. V svetovnem pokalu je tekmoval šest sezon med letoma 1998 in 2004. Debitiral je 27. novembra 1998 v Aspenu, ko je odstopil v superveleslalomu. Prvo uvrstitev med dobitnike točk je dosegel 5. marca 2000 s 30. mestom na superveleslalomu v Kvitfjellu. Skupno je šestkrat osvojil točke, štirikrat v superveleslalomu in dvakrat v veleslalomu. Najboljšo uvrstitev je dosegel 4. marca 2001 s 17. mestom na superveleslalomu v Kvitfjellu, v veleslalomu pa je najboljšo uvrstitev dosegel 17. decembra 2000 z 18. mestom v Val d'Iseru. Skupno je nastopil na 36-h tekmah, zadnjič 24. januarja 2004 na smuku na progi Streif v Kitzbühlu.